# Zatrephina
Zatrephina is een geslacht van kevers uit de familie bladkevers (Chrysomelidae).
De wetenschappelijke naam van het geslacht werd in 1909 gepubliceerd door Spaeth.

## Soorten
- Zatrephina sexlunata (Klug, 1829)